# پاسداران جهاد اسلامی افغانستان
پاسداران جهاد اسلامی افغانستان، یکی از احزاب مردم هَزاره هستند. مسئول ارشد حزب از تأسیس تا انحلال، محمد اکبری، سناتور پیشین افغانستان بود. این حزب در سال ۱۳۶۸ ه‍.ش پس از چندین سال درگیری با برخی احزاب شیعه صلح کرده و پس از مدتی با آن‌ها متحد و ادغام شد؛ سپس با اتحاد یکدیگر، حزب وحدت اسلامی افغانستان را تشکیل دادند. منطقه فعالیت این حزب، در هزارستان و ولایت همجوار مانند هلمند و نیمروز و فراه است.
در سال ۱۳۷۲ در کابل، اکبری و اعضای سابق گروه پاسداران، در اعتراض به انتخاب عبدالعلی مزاری به عنوان دبیر کلی حزب وحدت، از این حزب جدا شدند. پس از سقوط دور اول طالبان (زمستان ۱۳۸۰ ه‍.ش)، اکبری حزب وحدت ملی اسلامی افغانستان را تشکیل داد که در ۱۳۹۴، نام آن به حراست اسلامی افغانستان تغییر داده شد. ریاست اجرایی این حزب هم‌اکنون برعهدهٔ عبدالحق شفق است.

## شروع و شکل‌گیری
در بهار سال ۱۳۵۸ قیامی عمومی در مناطق هزاره نشین مرکزی شکل گرفت که به آزاد شدن این مناطق از دست دولت جمهوری دموکراتیک خلق افغانستان انجامید. مناطق مرکزی افغانستان؛ از جمله اولین مناطقی بودند که علیه قوای شوروی و دولت دست نشانده آن به مبارزه برخاستند. تا شهریور/سنبله یک تشکیلات واحد اداری تحت عنوان شورای اتفاق انقلاب اسلامی افغانستان در این مناطق پدید آمد. ریاست این شورا با نیز آیت الله سیدعلی بهشتی بود.
از ۱۳۵۹ تا ۱۳۶۱ با ورود عناصر متحد با دولت کمونیستی به شورا و آنچه که ناکارآمدی گفته می‌شد؛ برخی از هم‌پیمانان شورای انقلاب از این حزب جدا شدند. از جمله معروف‌ترین آن‌ها می‌توان به صادقی نیلی، محمد حسین دانشی لزیر، محمد اکبری، علیجان زاهدی، خلیل پنجاب، افکاری شهرستان، محقق دایمیردادی، صادقی لعل و… اشاره کرد. در سال ۱۳۶۰ شورای اتفاق به رهبری سید بهشتی ورسی، گروه سه هزار نفری به قصد سرکوب صادقی نیلی به ارزگان اعزام کرد که بسیاری از خان‌ها و اربابان این لشکر را همراهی کردند. آهسته آهسته درگیری‌های داخلی در مناطق هزاره‌نشین بالا گرفت و افراد ناراضی از شورا، به مقابله با آن پرداختند. در بعضی از این نبردها سازمان نصر، دیگر گروه مخالف شورا نیز، به یاری ناراضیان می‌پرداخت. در سال۱۳۶۲ (یا در بعضی روایت‌ها ۱۳۶۳)، رسماً گروهی تحت عنوان پاسداران جهاد اسلامی با مشارکت چندین پایگاه در هزارستان مرکزی شکل گرفت. در یکی از مهم‌ترین نبردهای این گروه با شورای انقلاب، در سال ۱۳۶۴ نیروهای تحت فرماندهی علیجان زاهدی با شکست دادن سیدمحمدحسن در شهرستان/ولسوالی ناهور، کنترل کامل این شهرستان/ولسوالی را به دست آوردند. ازین پس به جای شعارهای «الله اکبر، بهشتی رهبر» و «الله واحد، جنرال قائد»، شعارهای «الله اکبر، خمینی رهبر» و «الله واحد، خمینی قائد» سرداده شد. بعد از ۱۳۶۳ پایگاه‌هایی از سراسر هزارستان مرکزی و شمال افغانستان و نیمروز و فراه به گروه پاسداران جهاد اسلامی پیوستند و آن را به بزرگ‌ترین قدرت منطقه هزارستان تبدیل کردند.

## ایدئولوژی
گروه پاسداران جهاد اسلامی، ولایت فقیه را به عنوان ایده رهایی‌بخش و روح‌الله خمینی را به عنوان رهبر جهان تشیع می‌شناختند و قصد امتداد انقلاب اسلامی ایران در افغانستان و سایر جهان را داشتند. این گروه به همراه سازمان نصر، به عنوان گروه‌های «پیرو خط امام» مشهور بودند.

## رهبری
پاسداران جهاد، رهبری برای خویش تعیین نکردند. هرچند از ضامن علی محقق دایمیردادی، صادقی نیلی و محمد اکبری به عنوان رهبران این گروه یاد می‌شود.

## ادغام در حزب وحدت اسلامی افغانستان
در سال ۱۳۶۸ مذاکرات برای وحدت گروه‌های شیعه به نقاط حساسی رسید. محمد اکبری، سید عبدالحمید سجادی و عرفانی یکاولنگی در بهار سال ۱۳۶۷ با هم در مورد رفع اختلافات گفتگو نموده و زمینهٔ نشست مسئولان سازمان نصر و پاسداران جهاد اسلامی را در ولسوالی پنجاب فراهم ساختند. این واقعه به منزله پایان رقابت و اتحاد رسمی بین دو گروه مهم هزاره و شیعه محسوب می‌شد.
سرانجام در گردهمایی بامیان، نمایندگان و مسئولان  احزاب شیعه از ۱۳ استان/ولایت اکثراً شیعه‌نشین افغانستان شرکت نمودند و طی ۹ روز بحث و گفتگو با سوگند به قرآن با هم وحدت نموده و «میثاق وحدت» را در۲۰ ماده امضا کردند و احزاب خود را منحل اعلام کردند. پاسداران جهاد اسلامی در این تاریخ منحل شد، هرچند به صورت یک جناح غیررسمی در حزب وحدت اسلامی افغانستان و حول شخص محمد اکبری حضور داشت.